# British Empire Games 1930/Leichtathletik
Bei den British Empire Games 1930 in Hamilton wurden in der Leichtathletik zwischen dem 16. und 23. August insgesamt 21 Wettbewerbe veranstaltet, die alle Männern vorbehalten waren. Frauenwettkämpfe wurden erst vier Jahre später ins Programm genommen. Austragungsort war das Civic Stadium.

## Ergebnisse

### 100-Yards-Lauf
| Platz | Athlet            | Land | Zeit (s) |
| ----- | ----------------- | ---- | -------- |
| 1     | Percy Williams    | CAN  | 09,9     |
| 2     | Ernest Page       | ENG  | 10,2     |
| 3     | John Fitzpatrick  | CAN  | 10,2     |
| 4     | Wilfred Legg      | SAF  |          |
| 5     | Werner Gerhardt   | SAF  |          |
| 6     | Stanley Engelhart | ENG  |          |

Finale: 23. August

### 220-Yards-Lauf
| Platz | Athlet            | Land | Zeit (s) |
| ----- | ----------------- | ---- | -------- |
| 1     | Stanley Engelhart | ENG  | 21,8     |
| 2     | John Fitzpatrick  | CAN  |          |
| 3     | William Walters   | SAF  |          |
| 4     | Roy Hamilton      | SCO  |          |
| 5     | James Ball        | CAN  |          |
| 6     | Werner Gerhardt   | SAF  |          |

Finale: 16. August

### 440-Yards-Lauf
| Platz | Athlet           | Land | Zeit (s) |
| ----- | ---------------- | ---- | -------- |
| 1     | Alex Wilson      | CAN  | 48,8     |
| 2     | William Walters  | SAF  | 48,9     |
| 3     | George Golding   | AUS  |          |
| 4     | Kenneth Brangwin | ENG  |          |
| 5     | James Ball       | CAN  |          |
| 6     | Herb Bascombe    | AUS  |          |

Finale: 23. August

### 880-Yards-Lauf
| Platz | Athlet             | Land | Zeit (min) |
| ----- | ------------------ | ---- | ---------- |
| 1     | Tommy Hampson      | ENG  | 1:52,4     |
| 2     | Reg Thomas         | ENG  | 1:54,8     |
| 3     | Alex Wilson        | CAN  | 1:54,9     |
| 4     | John Chandler      | SAF  |            |
| 5     | Phil Edwards       | BGU  |            |
| 6     | Stuart Townend     | ENG  |            |
| 7     | Michael Gutteridge | ENG  |            |
| 8     | Percy Pickard      | CAN  |            |

Finale: 21. August

### Meilenlauf
| Platz | Athlet             | Land | Zeit (min) |
| ----- | ------------------ | ---- | ---------- |
| 1     | Reg Thomas         | ENG  | 4:14,0     |
| 2     | William Whyte      | AUS  | 4:17,0     |
| 3     | Jerry Cornes       | ENG  |            |
| 4     | Jack Walters       | CAN  |            |
| 5     | Phil Edwards       | BGU  |            |
| 6     | Robert Sutherland  | SCO  |            |
| 7     | Russell MacDougall | AUS  |            |
| 8     | Stuart Townend     | ENG  |            |

23. August

### Drei-Meilen-Lauf
| Platz | Athlet            | Land | Zeit (min) |
| ----- | ----------------- | ---- | ---------- |
| 1     | Stan Tomlin       | ENG  | 14:27,4    |
| 2     | Alex Hillhouse    | AUS  | 14:27,6    |
| 3     | Jack Winfield     | ENG  | 14:29,0    |
| 4     | Robert Sutherland | SCO  | 14:29,4    |
| 5     | Tom Evenson       | ENG  | 14:29,6    |
| 6     | Brian Oddie       | ENG  | 14:29,8    |

21. August

### Sechs-Meilen-Lauf
| Platz | Athlet            | Land | Zeit (min) |
| ----- | ----------------- | ---- | ---------- |
| 1     | John Savidan      | NZL  | 30:49,6    |
| 2     | Ernie Harper      | ENG  | 31:01,6    |
| 3     | Tom Evenson       | ENG  |            |
| 4     | Jimmy Wood        | SCO  |            |
| 5     | Robert Sutherland | SCO  |            |
| 6     | William Reynolds  | CAN  |            |
| 7     | Jack Winfield     | ENG  |            |
| 8     | Wilf McCluskey    | CAN  |            |

16. August

### Marathon
| Platz | Athlet          | Land | Zeit (h) |
| ----- | --------------- | ---- | -------- |
| 1     | Dunky Wright    | SCO  | 2:43:43  |
| 2     | Sam Ferris      | ENG  | 2:47:13  |
| 3     | Johnny Miles    | CAN  | 2:48:23  |
| 4     | Percy Wyer      | CAN  |          |
| 5     | Herbert Bignall | ENG  |          |
| 6     | Silas McLellan  | CAN  |          |
| 7     | Norman Dack     | CAN  |          |
| 8     | Ronald O’Toole  | NWF  |          |

21. August

### 120-Yards-Hürdenlauf
| Platz | Athlet           | Land | Zeit (s) |
| ----- | ---------------- | ---- | -------- |
| 1     | Lord Burghley    | ENG  | 14,6     |
| 2     | Howard Davies    | SAF  | 14,7     |
| 3     | Fred Gaby        | ENG  |          |
| 4     | Johannes Viljoen | SAF  |          |
| 5     | Roland Harper    | ENG  |          |
| 6     | Harry Hart       | SAF  |          |

Finale: 23. August

### 440-Yards-Hürdenlauf
| Platz | Athlet           | Land | Zeit (s) |
| ----- | ---------------- | ---- | -------- |
| 1     | Lord Burghley    | ENG  | 54,4     |
| 2     | Roger Leigh-Wood | ENG  | 55,9     |
| 3     | Douglas Neame    | ENG  |          |
| 4     | Wilfrid Tatham   | ENG  |          |
| 5     | Walter Connolly  | CAN  |          |
| 6     | John Hickey      | CAN  |          |

Finale: 16. August

### Hindernislauf (acht Runden)
| Platz | Athlet         | Land | Zeit (min) |
| ----- | -------------- | ---- | ---------- |
| 1     | George Bailey  | ENG  | 9:52,0     |
| 2     | Alex Hillhouse | AUS  |            |
| 3     | Vernon Morgan  | ENG  |            |
| 4     | Art Wilkins    | CAN  |            |
| 5     | William Reid   | CAN  |            |
| 6     | Pete Suttie    | CAN  |            |

23. August

### 4-mal-110-Yards-Staffel
| Platz | Land                  | Athleten                                                   | Zeit (s) |
| ----- | --------------------- | ---------------------------------------------------------- | -------- |
| 1     | Kanada                | James Brown Leigh Miller Ralph Adams John Fitzpatrick      | 42,2     |
| 2     | England               | John Hanlon James Cohen John Heap Stanley Engelhart        | 42,7     |
| 3     | Südafrikanische Union | Howard Davies Werner Gerhardt Wilfred Legg William Walters |          |

### 4-mal-440-Yards-Staffel
| Platz | Land                  | Athleten                                                       | Zeit (min) |
| ----- | --------------------- | -------------------------------------------------------------- | ---------- |
| 1     | England               | Roger Leigh-Wood Stuart Townend Lord Burghley Kenneth Brangwin | 3:19,4     |
| 2     | Kanada                | Art Scott Stanley Glover James Ball Alex Wilson                | 3:19,8     |
| 3     | Südafrikanische Union | Wilfred Legg Werner Gerhardt John Chandler William Walters     |            |

### Hochsprung
| Platz | Athlet             | Land | Höhe (m) |
| ----- | ------------------ | ---- | -------- |
| 1     | Johannes Viljoen   | SAF  | 1,90     |
| 2     | Colin Gordon       | BGU  | 1,88     |
| 3     | Clarence Stargratt | CAN  | 1,85     |
| 4     | Duncan McNaughton  | CAN  |          |
| 5     | Edward Bradbrooke  | ENG  |          |
| 6     | Geoffrey Turner    | ENG  |          |

21. August

### Stabhochsprung
| Platz | Athlet                  | Land | Höhe (m) |
| ----- | ----------------------- | ---- | -------- |
| 1     | Victor Pickard          | CAN  | 3,73     |
| 2     | Howard Ford             | ENG  | 3,73     |
| 3     | Robert Stoddard         | CAN  | 3,66     |
| 4     | Alf Gilbert             | CAN  |          |
| 5     | Laurence Bond           | ENG  |          |
| 6     | Bernard Babington-Smith | ENG  |          |
| 7     | Fred Foley              | ENG  |          |

23. August

### Weitsprung
| Platz | Athlet             | Land | Weite (m) |
| ----- | ------------------ | ---- | --------- |
| 1     | Len Hutton         | CAN  | 7,20      |
| 2     | Reginald Revans    | ENG  | 6,86      |
| 3     | Johannes Viljoen   | SAF  | 6,86      |
| 4     | Chester Smith      | CAN  | 6,79      |
| 5     | Gordon Smallacombe | CAN  | 6,61      |
| 6     | James Cohen        | ENG  |           |
| 7     | Fred Foley         | ENG  |           |

23. August

### Dreisprung
| Platz | Athlet             | Land | Weite (m) |
| ----- | ------------------ | ---- | --------- |
| 1     | Gordon Smallacombe | CAN  | 14,76     |
| 2     | Reginald Revans    | ENG  | 14,29     |
| 3     | Len Hutton         | CAN  | 13,90     |
| 4     | George Sutherland  | CAN  | 13,75     |
| 5     | Gregory Power      | NWF  | 13,44     |
| 6     | Ossie Johnson      | NZL  | 13,16     |

16. August

### Kugelstoßen
| Platz | Athlet          | Land | Weite (m) |
| ----- | --------------- | ---- | --------- |
| 1     | Harry Hart      | SAF  | 14,58     |
| 2     | Robert Howland  | ENG  | 13,46     |
| 3     | Charles Hermann | CAN  | 12,98     |
| 4     | Abe Zvonkin     | CAN  | 12,63     |
| 5     | Howard Ford     | ENG  | 12,44     |
| 6     | Kenneth Pridie  | ENG  | 12,40     |

21. August

### Diskuswurf
| Platz | Athlet          | Land | Weite (m) |
| ----- | --------------- | ---- | --------- |
| 1     | Harry Hart      | SAF  | 41,43     |
| 2     | Charles Hermann | CAN  | 41,22     |
| 3     | Abe Zvonkin     | CAN  | 41,17     |
| 4     | Kenneth Pridie  | ENG  | 39,22     |
| 5     | Malcolm Nokes   | ENG  |           |
| 6     | Howard Ford     | ENG  |           |

23. August

### Hammerwurf
| Platz | Athlet           | Land | Weite (m) |
| ----- | ---------------- | ---- | --------- |
| 1     | Malcolm Nokes    | ENG  | 47,13     |
| 2     | Bill Britton     | IRE  | 46,89     |
| 3     | John Cameron     | CAN  | 44,45     |
| 4     | Sandy Smith      | SCO  | 44,31     |
| 5     | Alex Murray      | SCO  | 42,70     |
| 6     | Archie McDiarmid | CAN  | 42,44     |

21. August

### Speerwurf
| Platz | Athlet         | Land | Weite (m) |
| ----- | -------------- | ---- | --------- |
| 1     | Stanley Lay    | NZL  | 63,13     |
| 2     | Doral Pilling  | CAN  | 55,93     |
| 3     | Harry Hart     | SAF  | 53,21     |
| 4     | Eric Turner    | ENG  |           |
| 5     | Leslie Snow    | ENG  |           |
| 6     | Archie Stewart | CAN  | 44,85     |

23. August